# Chaetocalyx platycarpa
Chaetocalyx platycarpa là một loài thực vật có hoa trong họ Đậu. Loài này được (Harms) Rudd miêu tả khoa học đầu tiên.